# Təngərud
Təngərud è un comune dell'Azerbaigian situato nel distretto di Astara. Conta una popolazione di 3 298 abitanti.